# Aleksandrowskoje (obwód irkucki)
Aleksandrowskoje (ros. Александровское) – wieś (sieło) w Rosji, w obwodzie irkuckim, w rejonie bochańskim. W 2010 liczyła 1612 mieszkańców.